# Marque de sueur
 (mars 2024).
Si vous disposez d'ouvrages ou d'articles de référence ou si vous connaissez des sites web de qualité traitant du thème abordé ici, merci de compléter l'article en donnant les références utiles à sa vérifiabilité et en les liant à la section « Notes et références ».

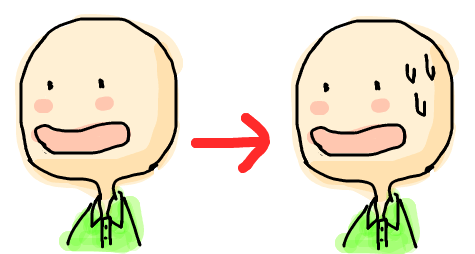

La marque de sueur (汗マーク, ase māku), est un symbole idiomatique des mangas et anime (appelé 漫符, « marque de dessin ») consistant en une ou plusieurs gouttes de sueur, généralement de grande tailles et placées sur le côté du visage au niveau du front ou des sourcils d'un personnage (ou bien encore au-dessus de la tête, si le personnage est de dos).
Ce symbole est associé à de nombreux sentiments, tous ne générant pas forcément une vraie production de sueur dans la vie courante : timidité, ressentiment, perplexité, choc... Cet aspect rend sa compréhension non-immédiate pour les personnes peu familières de ces médias.
Il est aussi employé lorsqu'un personnage déclame une mauvaise blague, ou découvre quelque chose d'évident pour les autres, indiquant la gêne de ceux-ci vis-à-vis de la personne venant de se ridiculiser. Dans ce cas, peut aussi être utilisé un corbeau (qui passe au ralenti ou qui croasse).